# APPLAUSE RECORDS
APPLAUSE RECORDS（アプローズレコード）は、日本のヴィジュアル系インディーズ音楽プロダクションである。代表取締役はKAMIJO。

## 概要
2000年にKAMIJOが自身のバンドLAREINEの所属事務所としてDrive Music内に設立したのが始まり。しばらくは所属バンドがLAREINEのみであったが2003年からはBELLES、2004年からはIZABEL VAROSAが所属バンドとなった。現在は運営を休止し新レーベルSherow Artist Societyへと引き継がれている。

## 所属バンド
- LAREINE
- BELLES
- IZABEL VAROSA